# Hans Svedberg
Hans Svedberg (né le 6 septembre 1931 à Piteå en Suède et mort le 27 juillet 2012, est un joueur suédois de hockey sur glace évoluant au poste de défenseur.

## Carrière
Il passe toute sa carrière dans le club de Skellefteå AIK de 1955 à 1965.
Il compte 98 sélections en équipe de Suède de hockey sur glace, avec lequel il est champion du monde en 1957 et médaillé de bronze au Championnat du monde de hockey sur glace 1958.